# Janet Arnott
Pour les articles homonymes, voir Arnott.
Janet Arnott, née Janet Laliberte, est une curleuse canadienne née le 17 avril 1956 à Winnipeg au Canada et morte le 24 juin 2019.

## Biographie
Janet Arnott est sacrée championne du monde de curling en 1984 à Perth, médaillée de bronze au Championnat du monde de curling féminin 1992 à Garmisch-Partenkirchen et médaillée d'argent au Championnat du monde de curling féminin 1995 à Brandon.
Elle devient par la suite entraîneur de curling.
Elle est la sœur de la curleuse Connie Laliberte (en).